# Empis anfractuosa
Empis anfractuosa är en tvåvingeart som beskrevs av Josef Mik 1884. Empis anfractuosa ingår i släktet Empis och familjen dansflugor. Inga underarter finns listade i Catalogue of Life.